# 7994 Bethellen
A 7994 Bethellen (ideiglenes jelöléssel 1983 CQ2) a Naprendszer kisbolygóövében található aszteroida. Edward L. G. Bowell fedezte fel 1983. február 15-én.